# Гревенброх
Гревенбро́х (нем. Grevenbroich) — город в Германии, в земле Северный Рейн-Вестфалия.
Подчинён административному округу Дюссельдорф. Входит в состав района Рейн-Нойс. Население составляет 64,2 тыс. человек (2009); в 2000 г. — 64,8 тысяч. Занимает площадь 102,6 км². Официальный код — 05 1 62 008.

## Фотографии

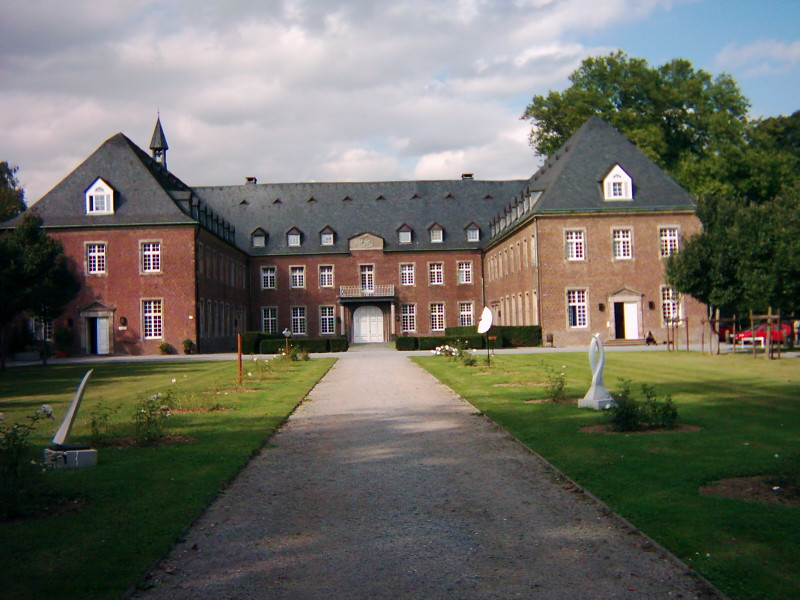
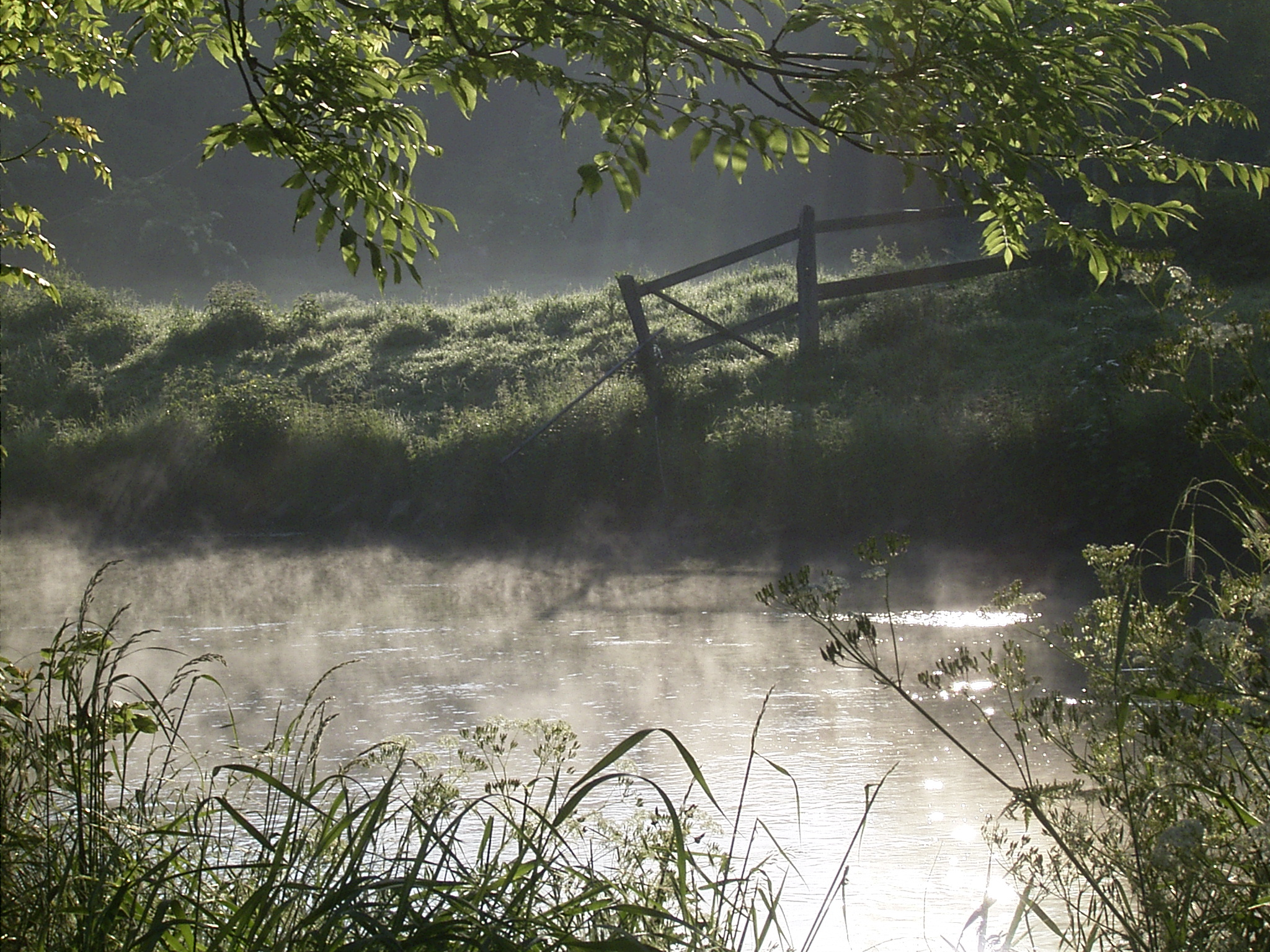
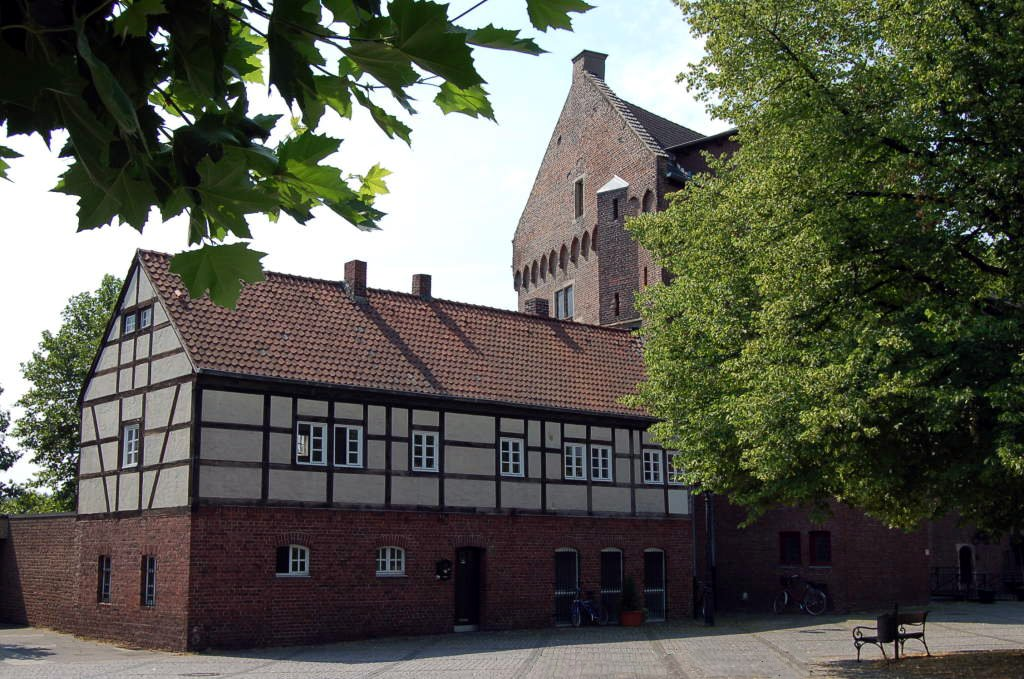
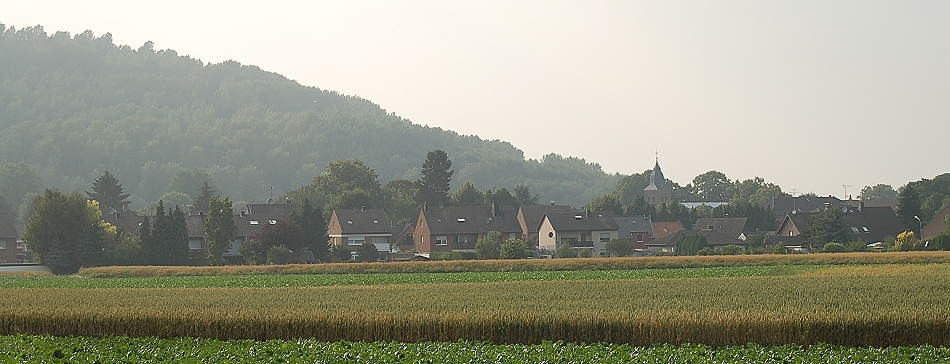
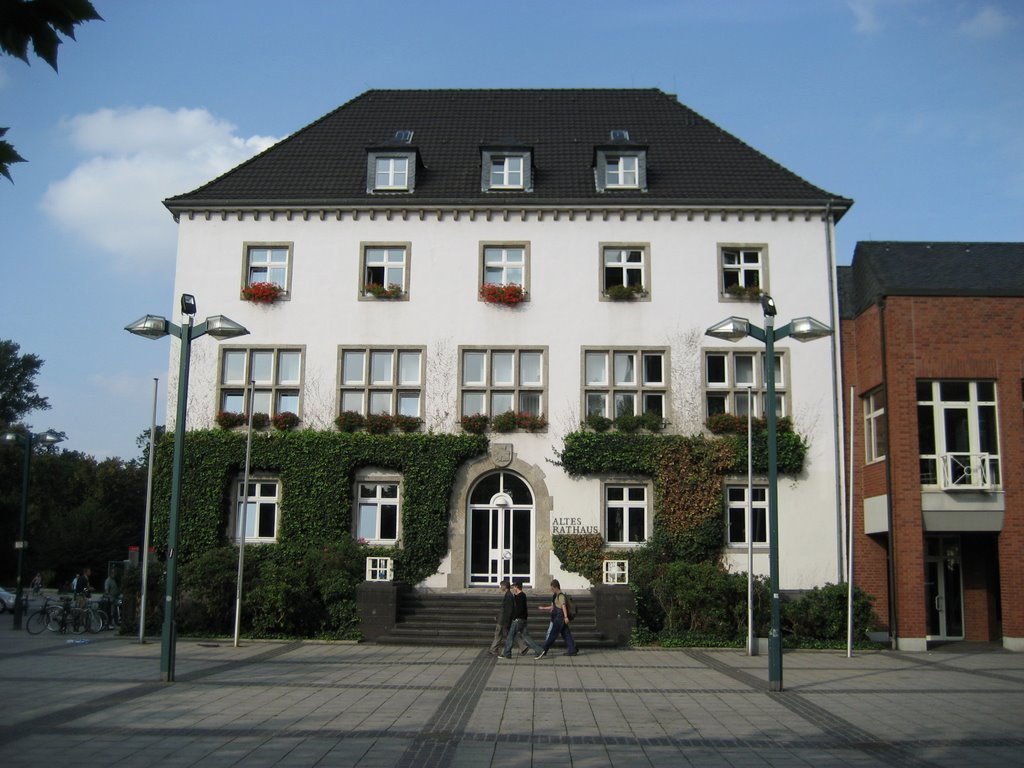
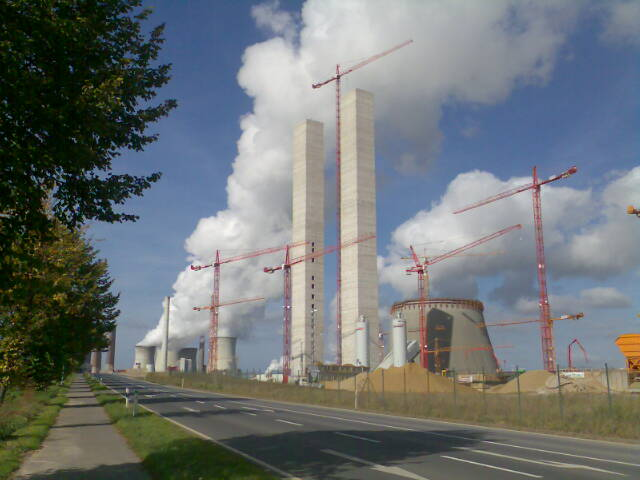
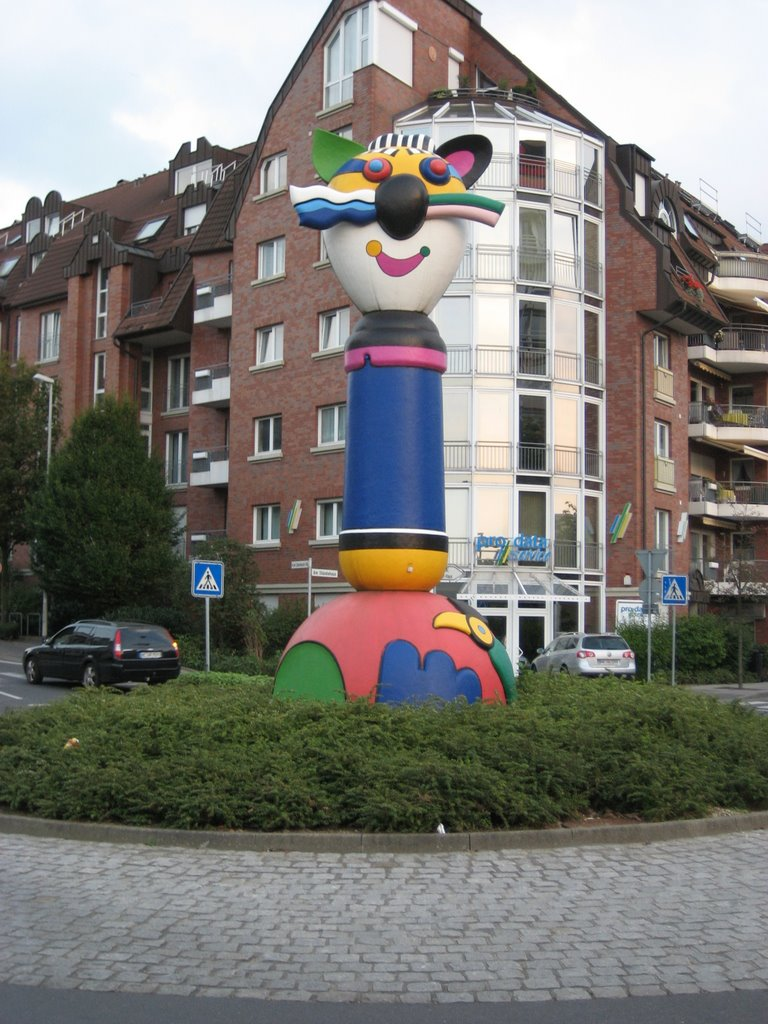
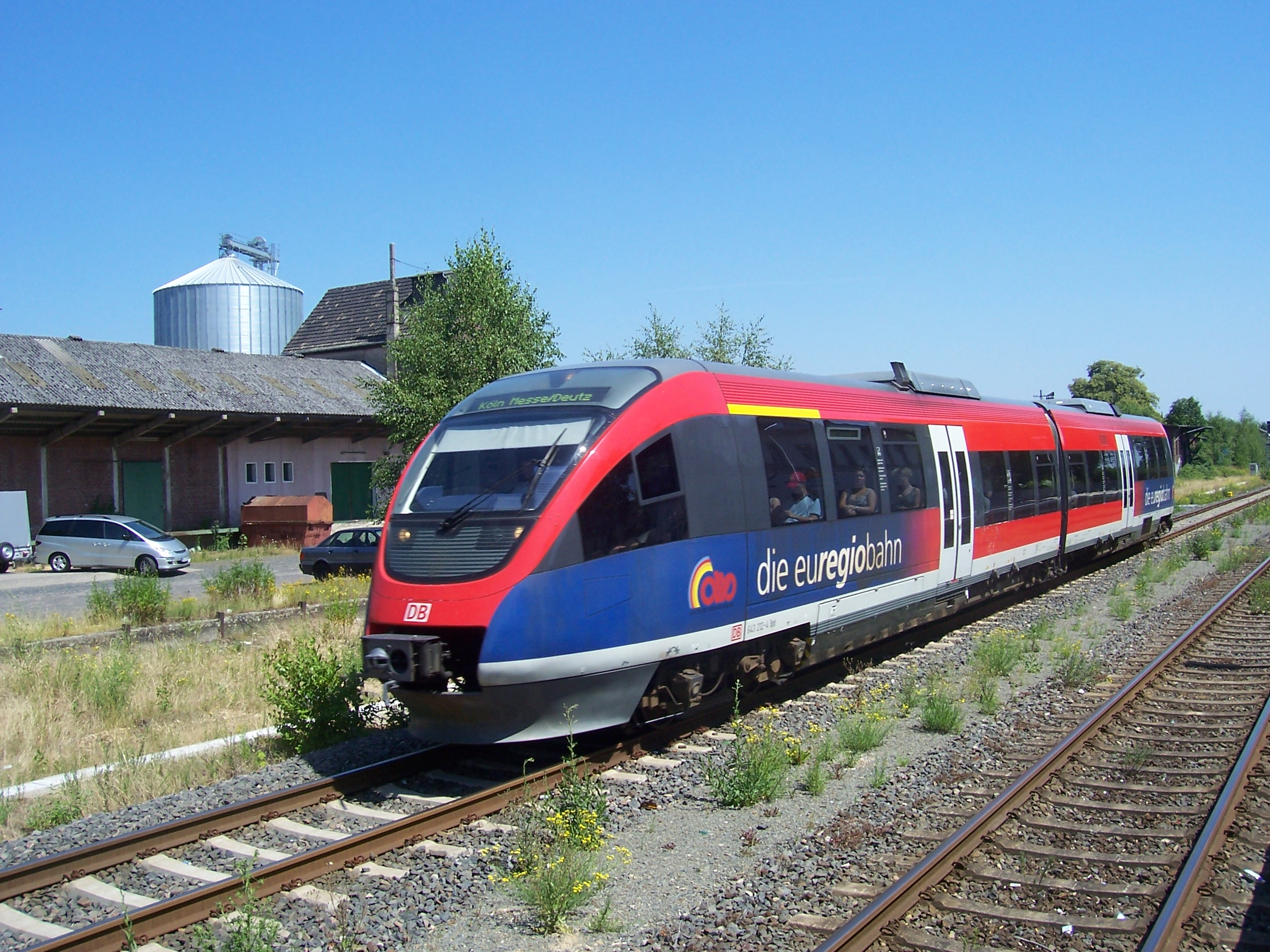